# Vidly
Vidly (německy Gabel) jsou malá vesnice (osada) v okrese Bruntál, část města Vrbno pod Pradědem, ležící na horním toku Střední Opavy.
Stojí zde dřevěná kaple svaté Hedviky. Nachází se zde několik starých šachet po těžbě železné a měděné rudy. Některé dokonce téměř na vrcholu Malého Děda. Z této šachty se vyvážela velmi kvalitní železná ruda (magnetit) do Německa. Doposud jsou zde patrné malé zbytky drtiče s vodním pohonem.

## Vývoj počtu obyvatel
Počet obyvatel Videl podle sčítání nebo jiných úředních záznamů:
| Rok            | 1890 | 1900 | 1910 | 1930 | 1961 | 1970 | 1980 | 1991 | 2001 |
| -------------- | ---- | ---- | ---- | ---- | ---- | ---- | ---- | ---- | ---- |
| Počet obyvatel | 35   | 27   | 49   | 115  | 35   | 40   | 47   | 35   | 33   |

Ve Vidlech je evidováno 19 adres : 15 čísel popisných (trvalé objekty) a 4 čísla evidenční (dočasné či rekreační objekty). Při sčítání lidu roku 2001 zde bylo napočteno 12 domů, z toho 8 trvale obydlených.